# Lanterna dei morti

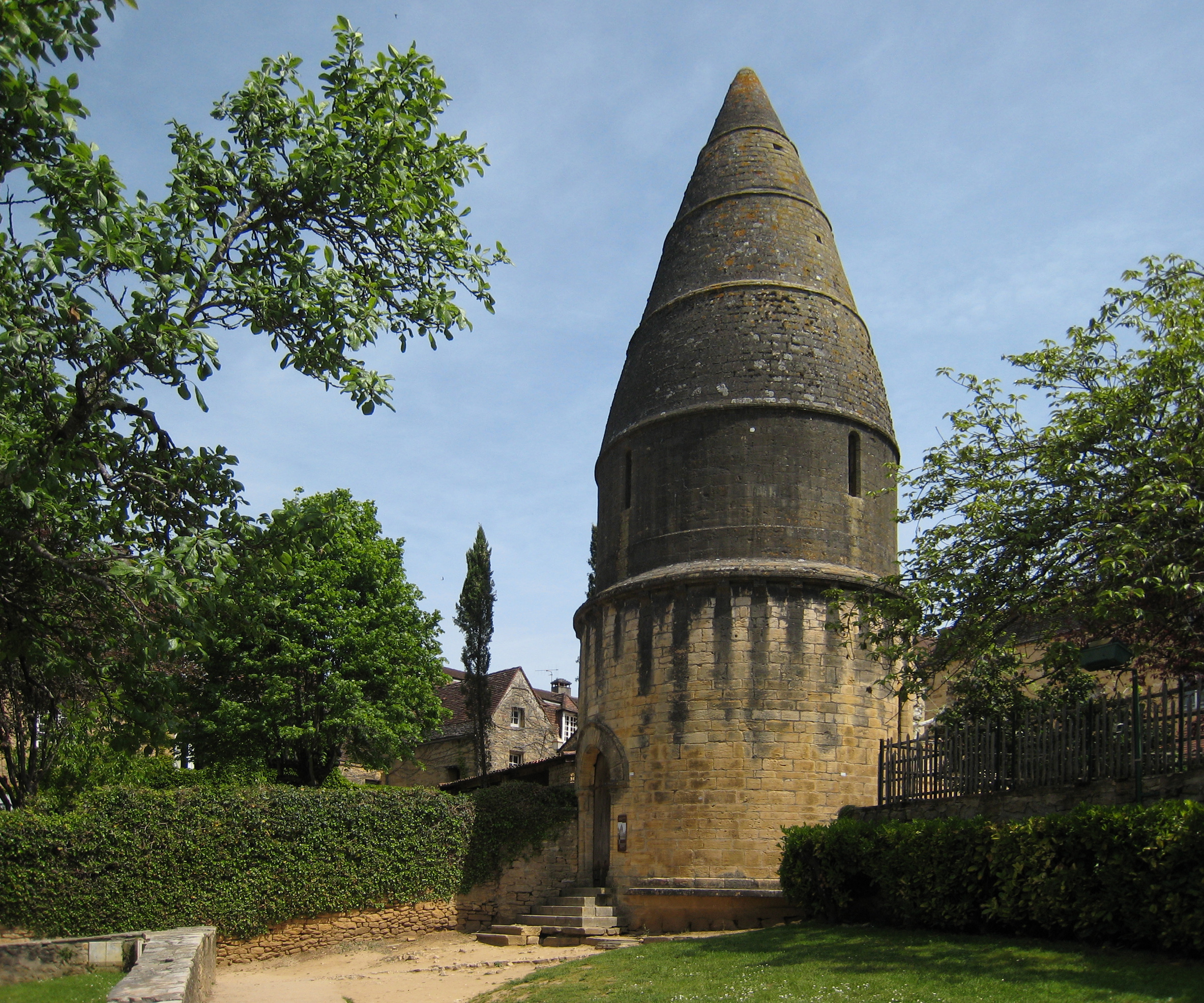
Lanterna dei morti di Sarlat-la-Canéda detta torre San Bernardo, (Dordogna).

Una lanterna dei morti è un edificio in muratura, di forma variabile, tipico di alcune zone dell'Europa. In genere è cavo e allungato, in forma di torre, alla cui sommità si trova un locale aperto (con almeno tre aperture) in cui, al crepuscolo, veniva un tempo issata una lampada accesa che secondo la tradizione serviva come guida per i defunti.
Si distingue da una colonna dell'Osanna per il fatto che questa è una struttura piena e sempre sormontata da una croce.
Le aree dove si possono incontrare simili manufatti sono la Francia centro-occidentale, l'Irlanda e alcuni paesi dell'Europa centrale.